# Torrebesses
Torrebesses là một đô thị trong tỉnh Lérida, cộng đồng tự trị Cataluña Tây Ban Nha. Đô thị Torrebesses có diện tích là 27,61 ki-lô-mét vuông, dân số năm 2009 là 299 người với mật độ 10,38 người/km². Đô thị Torrebesses có cự ly km so với tỉnh lỵ Lérida.